# Luis Cubillo de Arteaga
Luis Cubillo de Arteaga (Madrid, 8 de junio de 1921-Madrid, 21 de diciembre de 2000) fue un arquitecto español de la segunda mitad del siglo XX.

## Biografía

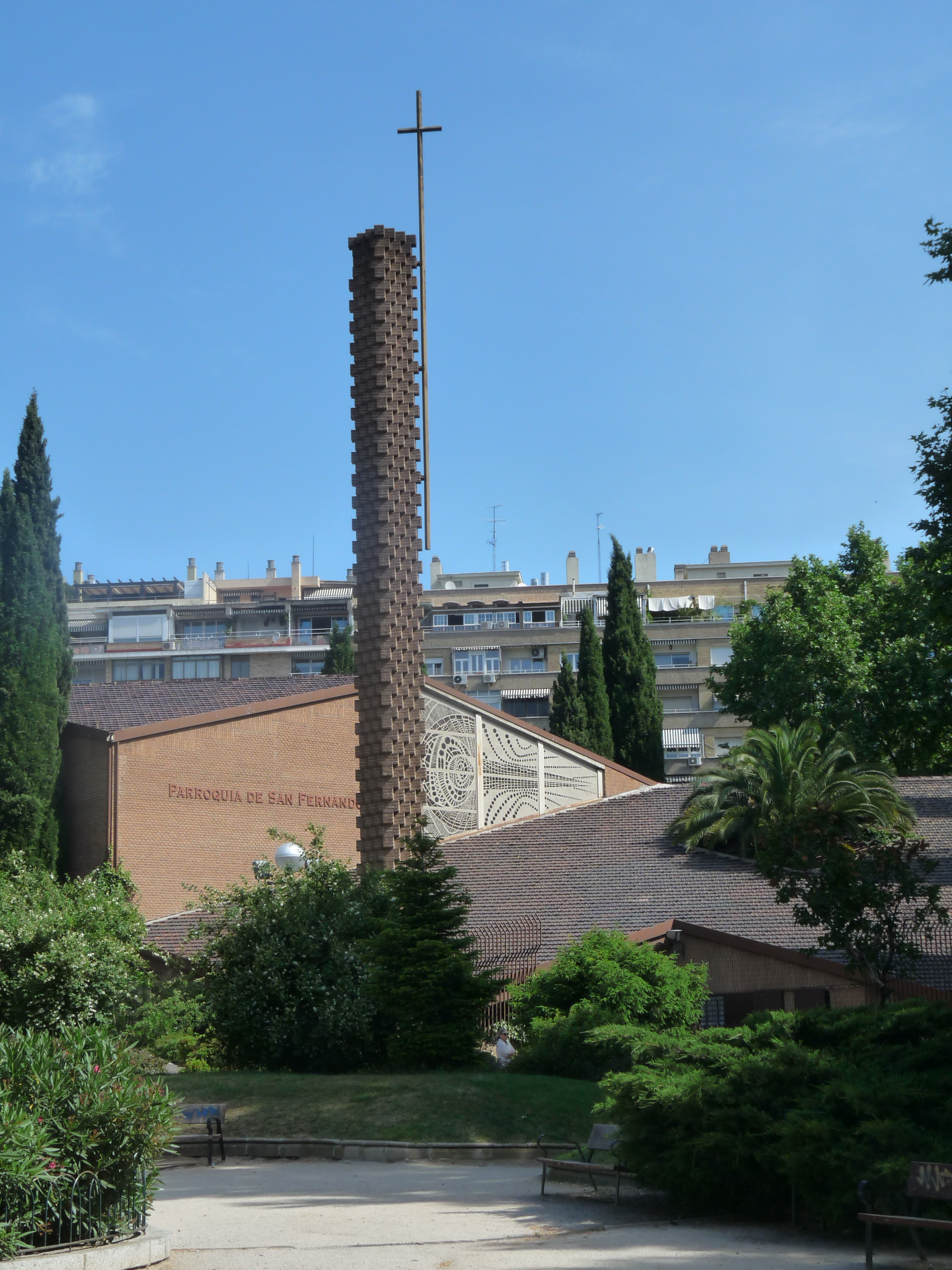
Parroquia de San Fernando, en Nueva España.

Participó en la construcción del poblado dirigido de Canillas, en Madrid, entre 1956 y 1963 —proyecto en el que se encuentra la iglesia de Nuestra Señora del Tránsito (1958) y gracias al cual recibió una Encomienda al Mérito Civil—, y del Poblado Mínimo de Vallecas (1958) —a raíz del «Plan de Urgencia Social»— además de las parroquias de San Fernando —en el barrio madrileño de Nueva España (1970)— Jesús de Nazaret —en el de Apóstol Santiago—, San Federico —en el de Valdezarza (1968)— San Leopoldo —Puerta del Ángel (1965)— San Saturnino —en Alcorcón— o la iglesia del Seminario Conciliar Mater Dei de Castellón (1963). También se le atribuye el proyecto del edificio comercial situado en la plaza de Jacinto Benavente esquina con la calle Carretas, que se habría construido entre 1957 y 1959. Formó parte de la Constructora Benéfica del Hogar del Empleado.
Los edificios religiosos construidos por Cubillo en el contexto posconciliar eran de diseño sencillo y en ellos adquirían gran importancia las vidrieras. Según Lasso de la Vega, Cubillo representa «la sencillez en lo sagrado». Colaboró en varias de sus obras con Arcadio Blasco, quien diseñaría las vidrieras y murales de varias de sus iglesias.
Se le han atribuido influencias del neoplasticismo holandés y del arquitecto danés Arne Jacobsen en su proyecto para el poblado dirigido del barrio de Canillas.

Todas las casas eran iguales, pero en el momento en que acabamos, empezaron a hacer barbaridades. La estética inicial era absolutamente danesa. Yo tengo por ahí un libro de Jacobsen y me divierte mucho cogerlo y ver que a fuerza de usar mucho unas ideas, acabas creyendo que son tuyas al final.
Luis Cubillo. (Esteban Maluenda, 2000, p. 128)

## Historia

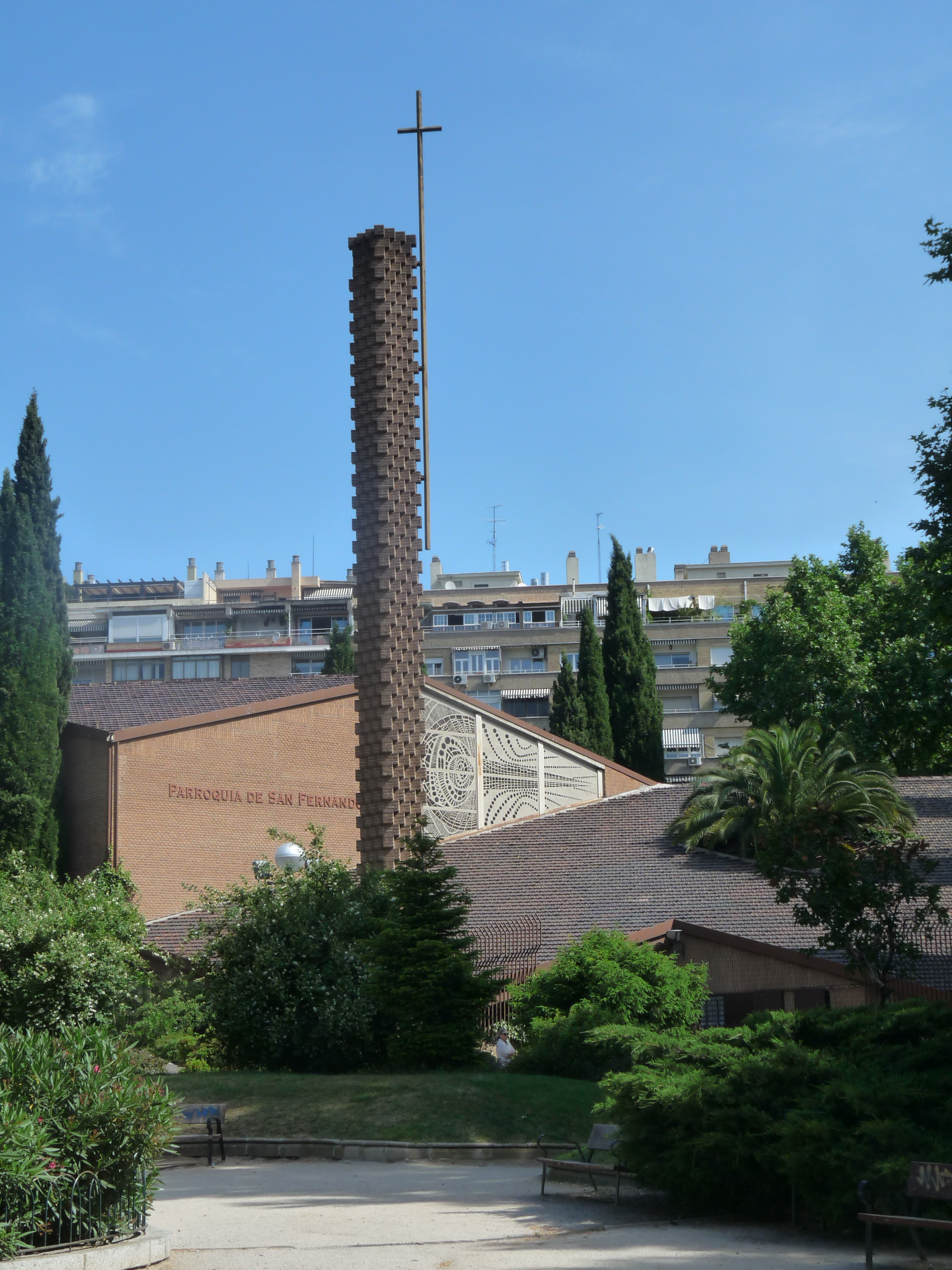
Parroquia de San Fernando, en Nueva España.

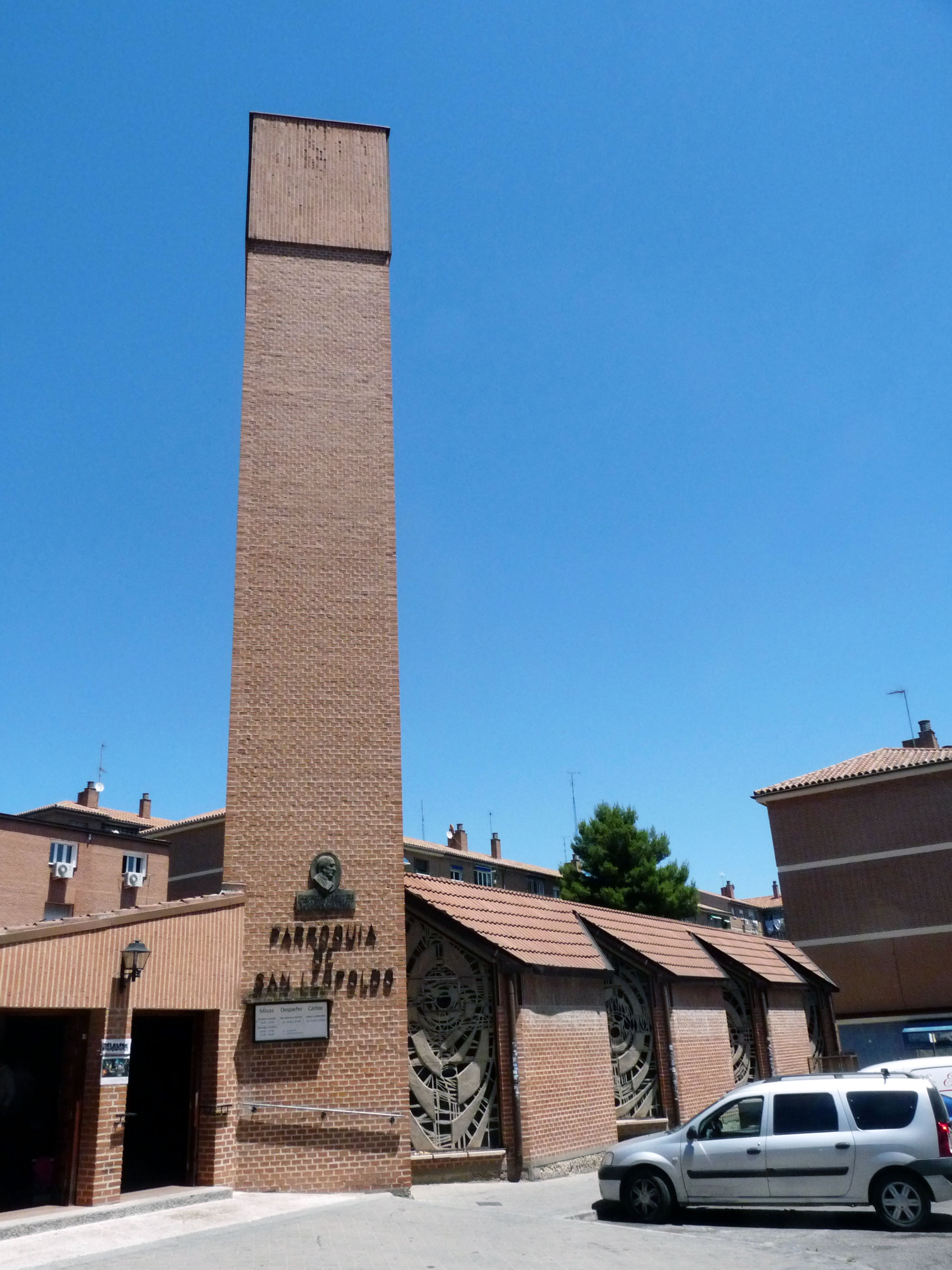
Parroquia de San Leopoldo, en Puerta del Ángel.

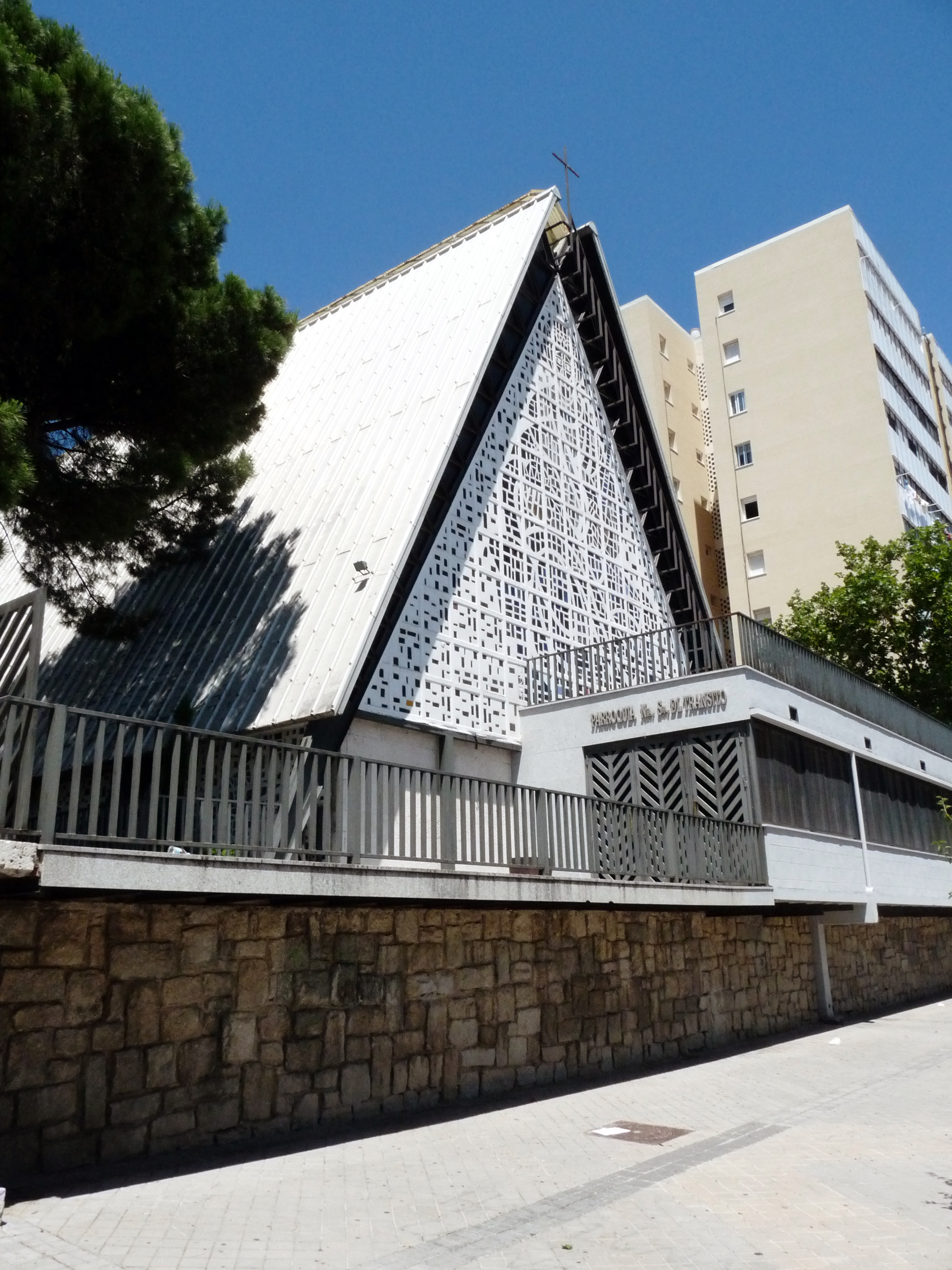
Parroquia de Nuestra Señora del Tránsito, en Canillas.

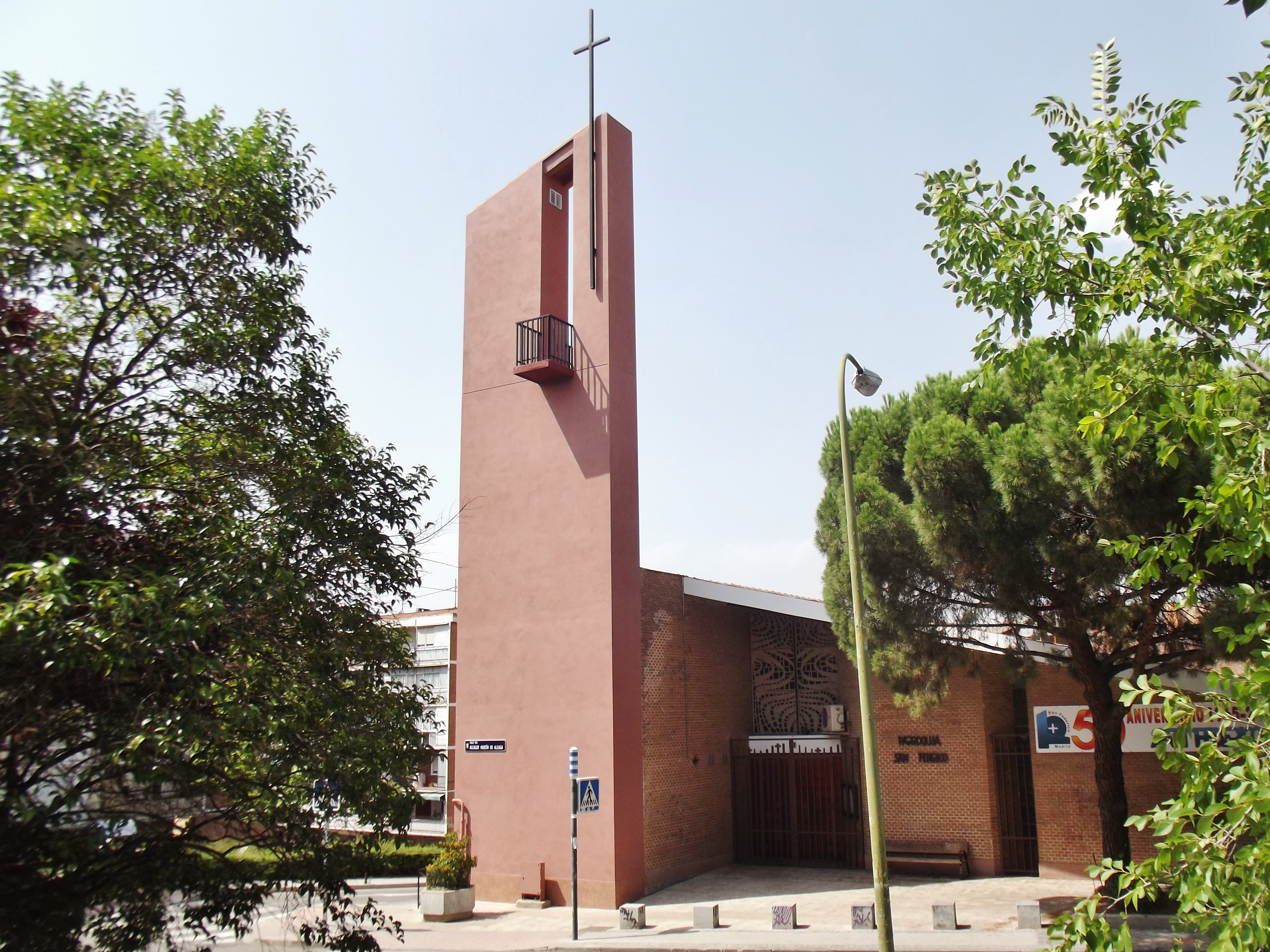
Parroquia de San Federico, en Valdezarza.

Nacido del matrimonio entre Luis Cubillo Valdés, administrador durante varios años de SADEL (Sociedad Anónima de Enseñanza Libre) e Ignacia de Arteaga y Ayala. En 1951, a los 30 años, obtiene el título de Arquitecto por la Escuela Técnica Superior de Arquitectura de Madrid (ETSAM), colegiándose con el número 952. Con el tiempo llegaría a ser profesor de esta escuela.
Ese mismo año es nombrado arquitecto de la Dirección General de Asuntos Eclesiásticos del Ministerio de Justicia. Esta buena relación con el ámbito eclesiástico sería de gran relevancia en su futura trayectoria profesional. El papel de la Iglesia y de la Religión en la Historia de la Arquitectura siempre ha sido, aun a día de hoy, uno de los pilares fundamentales y en la vida profesional de Cubillo iba a tener también una gran influencia.
Comienza un año más tarde sus primeros trabajos rehabilitando naves industriales de Madrid. Poco después, sus primeros proyectos: una vivienda unifamiliar en la calle San Víctor, también en Madrid, y un edificio de 4 plantas en la Avenida de los Toreros, junto a Las Ventas. Este es el tipo de vivienda que luego aplicaría en la construcción del Poblado Dirigido de Canillas.
En 1954 establece el estudió que ocuparía durante toda su vida en la Calle de Columela, junto a la Puerta de Alcalá. Comienza además su primera incursión en el terreno de la arquitectura religiosa con una parroquia en Jaén y trabajos para el Obispado Priorato de las Órdenes Militares, en Ciudad Real. Este mismo año, en lo personal, contrae matrimonio con Ana Cubillo de Carlos.
Es en 1955 cuando comienza con la Vivienda Social. Se suma al Grupo Covadonga en el que formaban parte Saénz de Oíza (El Ruedo), Romany Aranda y Sierra Nava, trabajando para el Hogar del empleado. Este grupo de jóvenes arquitectos suponen una mutua estimulación profesional y una base para el aprendizaje y la innovación. Una “mecha de ignición” para la vanguardia arquitectónica en el Madrid de la posguerra. Cubillo es enviado por el Hogar del Empleado a Copenhague y Estocolmo, donde vuelve influenciado por la escuela neoplástica y el arquitecto Arne Jacobsen.
Esto le permitiría un año más tarde empezar la construcción de Gomeznarro (Poblado Dirigido de Canillas), quizás su obra más importante, promovido por el Instituto Nacional de la Vivienda y la Comisaría General de Ordenación Urbana. Empieza también a recibir premios, como el tercero de Vivienda Experimental gracias a las influencias en el Grupo Covadonga.
La vinculación con el Hogar del Empleado y la vivienda social, la clara vocación ya hacia la innovación, la experiencia en vivienda en bloque y unifamiliar, formaban un caldo de cultivo perfecto para el empiece de la obra en el Poblado Dirigido.
Cubillo ofreció una amplia entrevista a la revista Quimera Moderna. Consideró una de las facetas más divertidas en lo personal la experiencia de la autoconstrucción que se ofrecía en el Poblado y la colaboración de la gente. La nueva edificación implicaba varios riesgos como es la autoconstrucción de viviendas de cuatro alturas y la necesidad de además de ser arquitecto, ser gerente de la construcción. Este último papel era de especial importancia debido al factor económico que impulsaba la construcción de estos Poblados. Se sortearon estos problemas sin accidentes y se logró llevar adelante el Proyecto. Destacó el buen ambiente entre los trabajadores, los lazos de solidaridad y al agradecimiento de la gente y en palabras de su hijo, Luis Cubillo, fue el proyecto con el que más disfrutó.
Adicionalmente, su conocimiento en arquitectura religiosa también le valió, para que en 1958, se le asignase el proyecto la iglesia de Canillas, Nuestra Señora del Tránsito. Por esta última llega a recibir también el primer premio del Ministerio de Vivienda. Crea, anticipándose al Concilio Vaticano II, una nueva forma de comunicación, un nuevo lenguaje, entre el Clero y la Feligresía. Una Pirámide, un triángulo, como forma esencial, siguiendo el criterio del neoplasticismo, de Iglesia y de Trinidad. El campanario aparte, según la exposición Perdidos de 2008, como de Giacometti. Espectacular la vidriera con el Pantocrator, del artista Acadio Blasco, a quien en 1965 Cubillo le realizaría su taller-estudio, que ilumina con tono rojizo y cálido la nave central en el atardecer.
En esta década, Luis Cubillo, realiza también una vivienda unifamiliar en Torrelodones y un edificio de oficinas en la Plaza Vázquez de Mella, siempre vinculado a su ciudad natal, Madrid. Pero sobre todo, aparte del de Canillas, se vuelca de lleno en los nuevos proyectos, impulsados por el Estado, de Poblados Dirigidos. Colabora en la Unidad Vecinal de Erillas, el Poblado de El Calero, El Poblado Social Mínimo de Vallecas y una escuela en las Palomeras Bajas, todos ellos en la Capital.
Sobre el Poblado Social Mínimo destacar también, al igual que en Gomeznarro, la solución de funcionalidad y racionalidad arquitectónicas sobre la base de los recursos disponibles. En palabras de Juan Antonio Cortés, “Puede resumirse que toda la belleza se deja a la composición masa-hueco y a la estupenda verdad de los materiales sin revestimientos ni decoraciones”. Se busca aquí casas sin jardincito y sin tertulia, una casa moderna adscrita a la sensibilidad actual. Se renuncia al pueblo y se desea la ciudad.
Recibe también numerosos premios en esta época, como la Encomienda al Mérito Civil y la Medalla de Colaborador del Ministerio de Vivienda. Antes de los 40 años ya tenía en su haber varios premios nacionales y había participado activamente en numerosos proyectos de gran calado público y social, transformando la imagen de Madrid.
Durante la década de los 60 amplía la dedicación a la vivienda social y entra en una etapa también orientada hacia la construcción de barrios residenciales y el urbanismo, obteniendo el título de técnico Urbanista para Arquitectos de la Escuela Nacional de Administración. Realiza: el Plan Parcial Residencial de Campoclaro, en Tarragona, el Barrio de Santa María, ordenación del Barrio del Carmen en Madrid, urbanización de viviendas en Torrejón de Ardoz o la ordenación de la Quinta de los Molinos, en la Autopista de Barajas. En la misma línea también ejerce de arquitecto municipal en Moguer, Huelva, puesto que ejercería durante dos años entre 1965 y 1967.
Continúa eso sí con la arquitectura religiosa: Seminario Mayor Mater Dei en Segorbe (Castellón), Casa Parroquial en Jerónimo del Real (1963) o la iglesia parroquial San Fernando, en la céntrica calle de Alberto Alcocer de Madrid en 1969.
En esta época realiza una de sus obras más destacables: los poblados para concentración de Peones Camineros, en el norte de España. Peón caminero era un oficio, ya desaparecido, dedicado al mantenimiento de carreteras y caminos, muy necesario en la accidentada cornisa cantábrica. Aquí aplicará todo el conocimiento ya desarrollado en Gomeznarro y el Poblado Mínimo de Vallecas.
A finales de la década es nombrado Profesor Encargado de Curso de Proyectos 5º y de Fin de Carrera en la Escuela Técnica Superior de Arquitectos de Madrid (1968-76), adscrita a la Universidad Politécnica de Madrid (la Universidad Politécnica más prestigiosa de España).
La trayectoria durante los 60 se prolonga en parte en la década siguiente: obra social en el Gran San Blas y el Barrio del Carmen. Organización en el proyecto de “Gran Vía Diagonal”, entre plaza de España y Alonso Martínez, y  el Plan Parcial de Ordenación en la Cañada Real de la Mesta de Pinto. Como arquitectura eclesiástica el complejo parroquial Virgen del Refugio, en el poblado de Fuencarral, realizado por su compañero en el Hogar del Empleado Romany Aranda. Se especializa  hacia nuevos clientes como los Bancos y Cajas de Ahorro.
En 1973 comienza con la modernización de imagen de las oficinas bancarias de la Caja de Ahorros y Monte de Piedad de Madrid (en el futuro CajaMadrid). En el 78 participa en el concurso para la ampliación de la sede del Banco de España. No lo gana, pero le facilita el ser el arquitecto conservador y realizar, durante la década siguiente, numerosas obras de reforma y conservación del edificio de Cibeles. Ya en 1987 realiza el que sería su último proyecto: la renovación de la imagen del Banco Español de Crédito (Banesto).
Podría dividirse pues su vida profesional en tres etapas destacadas y diferenciadas en su actividad principal: una primera etapa enfocada a la construcción de poblados dirigidos y la vivienda social que vendría a comprender el final de los años 50 y toda la década de los 60. Ya en los 70, se enfoca en una segunda etapa a la planificación, la ordenación y la construcción de urbanizaciones residenciales así como a las viviendas para los peones camineros.  Por último en su etapa final, desde finales de los 70 y durante la década de los 80, trabaja para el Banco de España y la reforma de imagen de grandes corporaciones bancarias. Transversalmente, a lo largo de su carrera, se dedica a la construcción de infraestructuras religiosas así como a la docencia en la Universidad, desde la mitad de su trayectoria profesional.